# بيتر لي
بيتر لي (بالصينية: 李宏基) (و. 1922 – 1974 م) هو قس، من جمهورية الصين الشعبية، ولد في قوانغتشو، توفي في هونغ كونغ البريطانية، عن عمر يناهز 52 عاماً.

## مناصب
تولى منصب أسقف.